# 줄타기

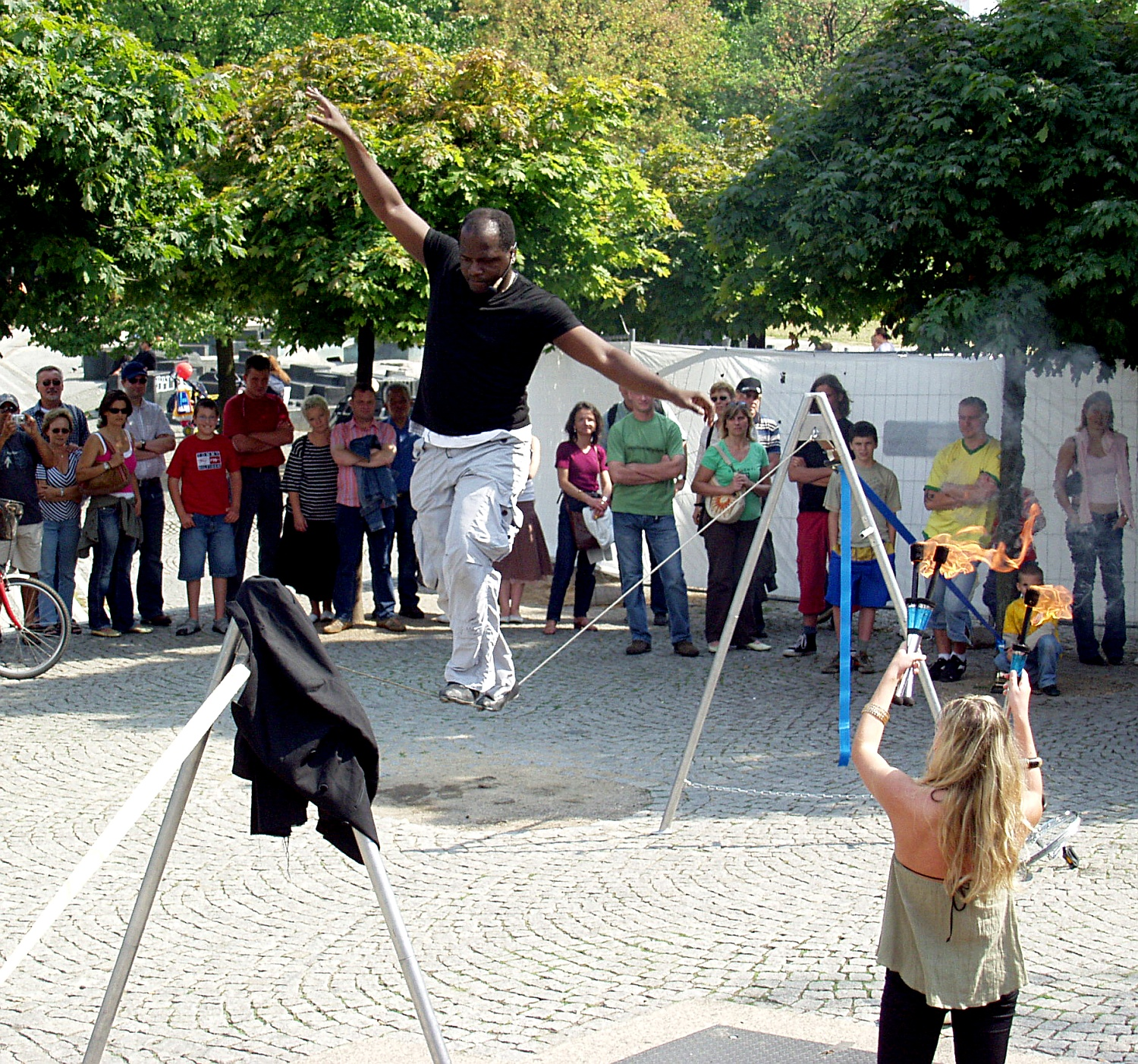
줄타기를 하는 사람

줄타기는 곡예술의 일종이다. 줄타기는 공중에 맨 줄 위에서 재미있는 이야기와 발림을 섞어가며 갖가지 재주를 부리는 놀이이다. 줄 위를 마치 얼음지치듯 미끌어지며 나가는 재주라고 하여 ‘어름’ 또는 ‘줄얼음타기’라고도 부른다. 이전에는 주로 음력 4월 15일이나 단오날, 추석 등 명절날에 공연이 이루어졌으며, 개인이 초청하여 공연하는 경우도 있었다.
우리나라의 줄타기는 외국의 줄타기와 달리 줄만 타는 몸 기술에 머무르지 않고, 노래와 재담을 곁들여 줄 타는 사람과 구경꾼이 함께 어우러진 놀이판을 이끄는 특징이 있다. 현재 국가에서 국가무형문화재 제58호로 지정하여 보호하고 있다.

## 줄타기 곡예사 목록
- 필리프 프티

## 줄타기를 소재로 한 작품
- 《하늘을 걷는 남자》 - 2015년 영화로, 필리프 프티가 세계 무역 센터에서 한 줄타기를 영화화한 것이다.

1. ↑  국가문화유산포털